# 林真淑
林 眞淑（イム・ジンスク、임진숙、1964年 - ）は、大韓民国のKBS光州放送総局所属のアナウンサー。全南大学校新聞放送学科を卒業し、1985年にKBSの第12期公募採用でアナウンサーとして採用され入局した。同年KBS光州放送総局勤務になった。後に光州放送総局編成制作チームのアナウンサー部長を務めた。

## 学歴
- 1979年 〜 1982年、光州女子高等学校（朝鮮語版） 卒業
- 1982年 〜 1986年、全南大学校 新聞方放学科 学士

## 経歴
- 1985年 〜 : 11期 KBS光州放送総局 公開採用のアナウンサー